# Su Lumarzu

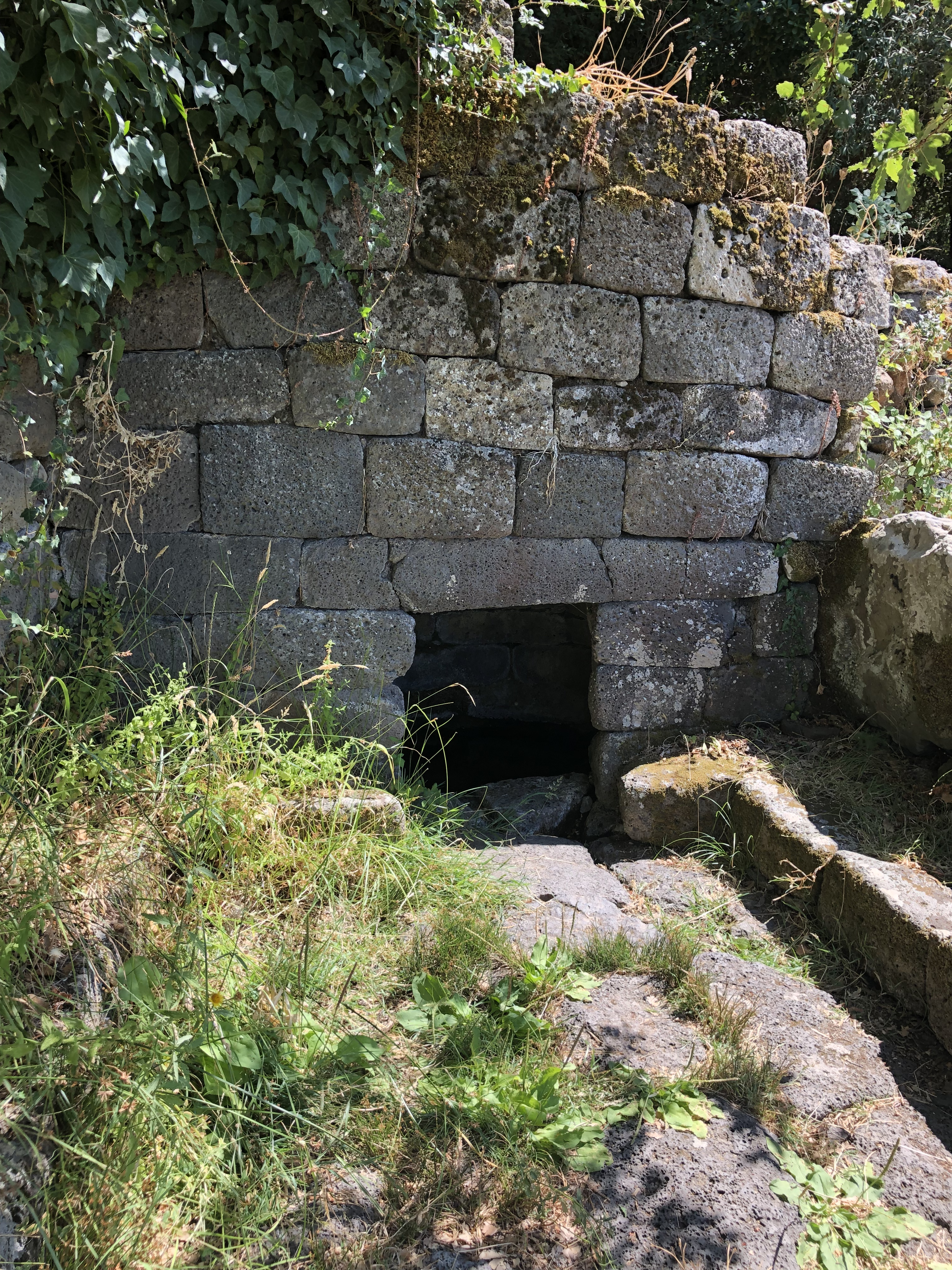
Brunnenheiligtum Su Lumarzu

Das nuraghische Brunnenheiligtum (italienisch Pozzo sacro) Su Lumarzu liegt in Rebeccu, einem Hirtendorf bei Bonorva in der Metropolitanstadt Sassari auf Sardinien. Rebeccu liegt östlich von Bonorva oberhalb der Straße nach Foresta di Burgos auf einem Kalksteinsporn.
Der Brunnentempel der Nuraghenkultur liegt inmitten einer wilden Gartenlandschaft und ist ein bescheidener Bau aus Basaltquadern mit einem 3 × 6 m großen gepflasterten Vorplatz. Dieser besitzt seitlich Podeste. Hinter der hohen, den Hang stützenden Quaderfassade liegt ein kleines Brunnengewölbe. Das Wasser fließt durch eine Rinne über den Rand des aus einer großen Basaltplatte gemeißelten Sammelbeckens von fast 1,5 m Durchmesser.